# 小行星4274
小行星4274（英語：4274 Karamanov）是一颗围绕太阳公转的小行星。1980年9月6日，尼古拉·切爾尼赫在克里米亚发现了此天体。
这颗小行星的绝对星等为12.54402991645243等。